# Wild Hearts
Wild Hearts es un videojuego de rol de acción desarrollado por Omega Force y publicado por Electronic Arts bajo su sello EA Originals. El juego consiste en que el jugador cace monstruos masivos en Azuma, un mundo de fantasía inspirado en el Japón feudal. El juego se lanzó el 17 de febrero de 2023 para PlayStation 5, Windows y Xbox Series X/S .

## Gameplay
Los jugadores asumen el papel de un cazador sin nombre, que debe embarcarse en misiones para cazar masivamente monstruos conocidos como Kemono en el mundo de Azuma. Azuma no es un mundo abierto, sino varias áreas grandes que los jugadores pueden explorar libremente. El juego presenta ocho diferentes tipos de armas, desde wagasa hasta katana . Además de usar armas para derrotar a los enemigos, los jugadores también pueden construir elementos para ayudar en el combate a través de la mecánica Karakuri . Por ejemplo, los jugadores pueden construir cajas de las que se pueden saltar para realizar poderosos ataques, o una antorcha que se puede usar para prender fuego a los enemigos. Estos elementos se pueden combinar para formar máquinas más grandes, como un baluarte que bloquea el camino del enemigo. Los elementos construidos son permanentes hasta que Kemono los destruya. Los jugadores también pueden construir Karakuris para ayudarlos en sus combates. Para construir Karakuris se necesita hilo, que se puede adquirir simplemente atacando a los enemigos. A medida que el jugador avanza en el juego, desbloqueará nuevas armas y armaduras, lo que le permitirá cazar monstruos más desafiantes. El equipo estimó que los jugadores pueden completar la campaña narrativa del juego en unas 30 horas. Los jugadores pueden formar equipo con otros dos jugadores a medida que avanzan en el juego.

## Desarrollo
El juego fue desarrollado por el desarrollador japonés Omega Force . El desarrollo del juego empezó en 2018. Según el director del juego, Kotaro Hirata, el equipo aprendió de su experiencia en el desarrollo de la serie Toukiden y tenía la intención de crear un juego japonés moderno de caza de monstruos. Para destacarse de otros juegos de caza de monstruos, el equipo introdujo Kemono, monstruos que se describieron como "una fusión de naturaleza y animales", y Karakuri, una mecánica de construcción que complementa el combate cuerpo a cuerpo del juego. Los monstruos y las criaturas fueron diseñados para ser amenazantes y desafiantes, para que los jugadores no se sintieran "culpables" por matarlos. El equipo no hizo de Wild Hearts una entrega de la serie Toukiden porque sintieron que el juego tenía su propia presentación y mecánica de combate. El mundo del juego se inspiró en el Japón feudal y presenta cuatro biomas diferentes, cada uno basado en una de las cuatro estaciones. Originalmente, el juego admitía el modo multijugador para cuatro jugadores; esto se modificó más tarde porque el equipo creía que crearía un juego desequilibrado.
Hirata mencionó en una entrevista con The Verge que Dynasty Warriors se había convertido en una franquicia pilar para Omega Force, y que con Wild Hearts esperaban tener otra franquicia base fuerte.
El editor Electronic Arts anunció su asociación con Omega Force y su empresa matriz Koei Tecmo el 14 de septiembre de 2022. El juego se publicaría bajo su etiqueta EA Originals, que anteriormente había lanzado videojuegos independientes más pequeños como It Takes Two y Unravel . El juego se anunció oficialmente el 23 de septiembre de 2022. Wild Hearts se lanzó para PlayStation 5, Windows y Xbox Series X/S el 17 de febrero de 2023, con soporte para el juego multiplataforma .

## Recepción
Wild Hearts recibió críticas "generalmente favorables", según el agregador de reseñas Metacritic .   
Rock Paper Shotgun disfrutó de la mecánica de construcción del título y dijo que hacía que el jugador se sintiera "menos un superhéroe mítico y más un inventor desesperado", pero criticó el bajo rendimiento en Windows . Eurogamer elogió el mundo inspirado en el Japón feudal del juego, "es algo hermoso, y aún más impresionante una vez que el alborotado Kemono comienza a romperlo en pedazos". A The Verge le gustó la música y el alcance de las peleas, escribiendo "La arrolladora partitura orquestal y el gran tamaño y poder de los monstruos hacen que incluso las cacerías de una estrella se sientan como una batalla épica".